# Vườn Carlton
Vườn Carlton là một di sản thế giới của UNESCO nằm ở rìa phía đông bắc của khu trung tâm thương mại ngoại ô Carlton, tại Melbourne, Victoria, Úc.
Khu vực di sản có diện tích 26 ha (64 mẫu Anh) bao gồm cung triển lãm Hoàng gia, bảo tàng Melbourne, rạp chiếu phim Imax, sân tennis và một sân chơi dành cho trẻ em. Khu vực có hình chữ nhật được giới hạn bởi phố Victoria, Rathdowne, Carlton, và phố Nicholson. Từ Cung triển lãm Hoàng gia, khu vườn dốc nhẹ xuống phía tây nam và đông bắc là tới được Vườn Carlton. UNESCO đã công nhận Cung triển lãm Hoàng gia và Vườn Carlton là Di sản thế giới như là một địa điểm có ý nghĩa lịch sử, kiến trúc, thẩm mỹ, xã hội và khoa học (thực vật học) đối với bang Victoria.
Khu vườn là một ví dụ nổi bật của thiết kế cảnh quan ở Victoria với những bãi cỏ rộng và đa dạng các loại cây trồng từ châu Âu và Úc bao gồm cây rụng lá sồi Anh, dương trắng, chò, du, cây lá kim, tuyết tùng, sồi Thổ Nhĩ Kỳ, tùng bách tán và các cây thường xanh như đa Moreton, cùng với đó là những luống hoa, cây hàng năm và cây bụi. Một mạng lưới các cây lót đường cho con đường chính để làm nổi bật những đài phun nước và kiến trúc của tòa nhà triển lãm. Hai hồ cảnh nhỏ tô điểm cho phần phía nam của công viên. Khu vực phía bắc có các bảo tàng, sân tennis, kho bảo trì và khu ở của người quản lý và sân chơi của trẻ em được thiết kế như một mê cung Victoria.
Động vật hoang dã bao gồm thú có túi, vịt, cú muỗi mỏ quặp, chi Sả. Phổ biến nhất là Sáo nâu và mòng biển bạc.
Khu vườn có ba đài phun nước quan trọng là: Đài phun nước Triển lãm, là thiết kế dành cho Triển lãm Quốc tế vào năm 1880 do nhà điêu khắc Joseph Hochgurtel thiết kế, đài phun nước Pháp và đài phun nước Westgarth Drinking.

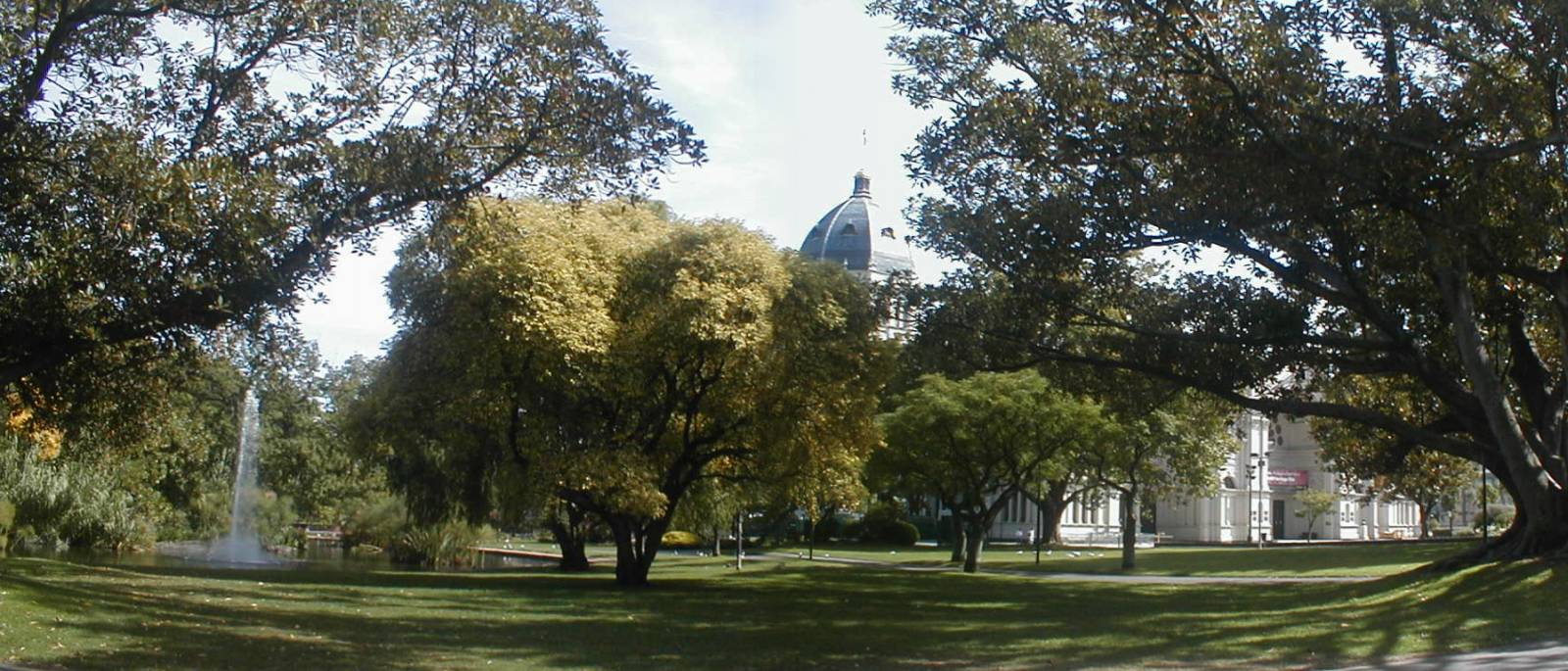
Khu vực phía Nam của Vườn Carlton